# James Bowman
James Bowman (Oxford, 6 de noviembre de 1941-27 de marzo de 2023) fue un contratenor británico cuyo repertorio incluía la ópera, el oratorio, la música contemporánea y los recitales a solo.

## Trayectoria artística
A lo largo de su carrera, Bowman actuó en importantes teatros de ópera, como La Scala de Milán, o los teatros de Ámsterdam, París, Sídney, Verona, Viena, Estrasburgo y San Francisco. Era un concertista muy conocido en Europa por sus recitales, especialmente en Francia.
Después de terminar sus estudios, Bowman fue brevemente profesor. Sin embargo, a finales de la década de 1960 se convirtió en solista contratenor, una carrera que duró más de 40 años.
Fue presidente del Holst Singers, y en mayo de 1996 recibió el Grado Honorario de Doctor en Música por la Universidad de Newcastle-upon-Tyne. Fue CBE de la lista de honor del cumpleaños de la reina en 1997, y en 1998 fue nombrado miembro del New College de Oxford.
En 2010 se anunció que Bowman daría su último concierto en Londres en 2011 en el Wigmore Hall, aunque continuaría dando recitales fuera de la capital. Unos años antes se retiró de la Capilla Real del Palacio de St. James en Londres, después de una década de servicio.
Bowman falleció el 27 de marzo de 2023, a la edad de 81 años.